# Bay Bolton
Pour les articles homonymes, voir Bolton.

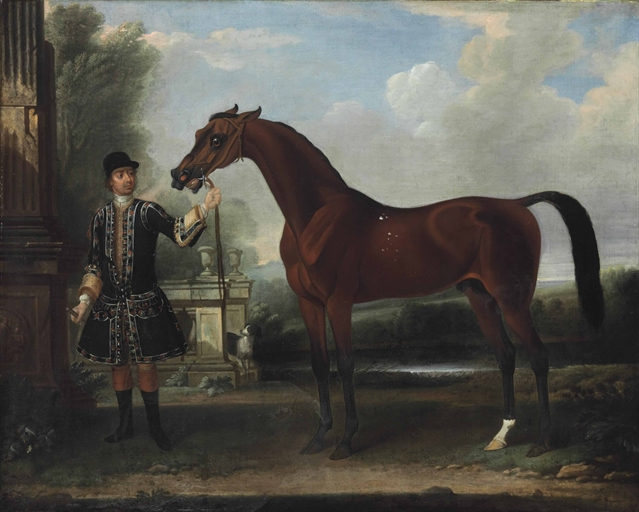
Bay Bolton, né en 1705, tenu par un palefrenier, dans un parc, huile sur toile, par Thomas Spencer (1700-1763)

Bay Bolton ou Brown Lusty (1705–1736) est un cheval de course Pur-sang d'origine britannique, qui a remporté la Queen Anne's Gold Cup à l'âge de cinq ans en 1710. Après avoir pris sa retraite sportive, il est devenu un étalon à succès au haras de Charles Paulet, 2e duc de Bolton. Son fils Charles Powlett, 3e duc de Bolton, a été sept fois champion grâce à cet étalon.

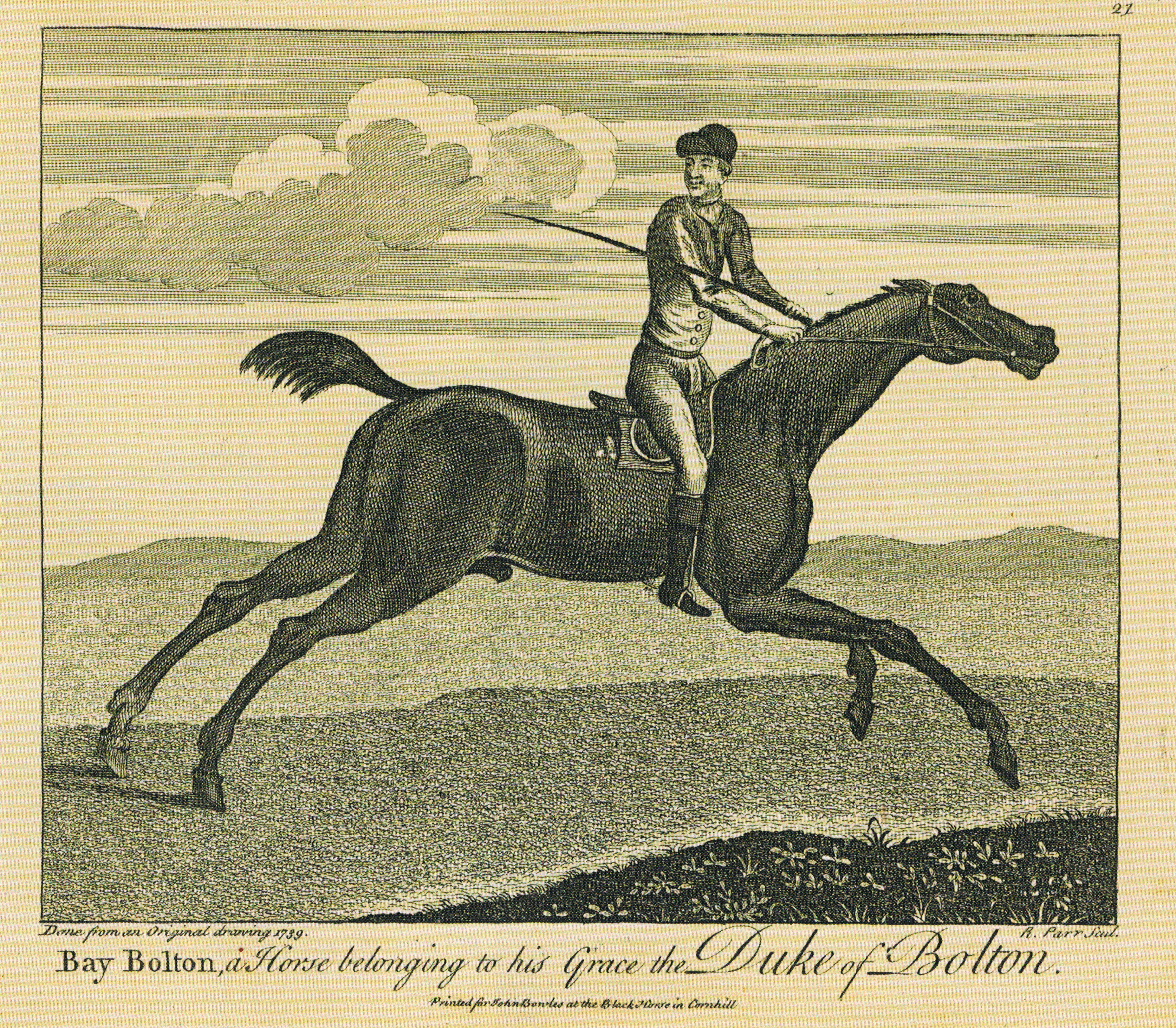
Bay Bolton, un cheval appartenant à sa grâce le duc de Bolton, gravé par Richard Parr, 1739.

## Histoire
Bay Bolton (à l'origine appelé Brown Lusty) es un poulain bai-brun ou bai né en 1705. Élevé par Sir Matthew Pierson, il est un fils de Gray Hautboy et d'une jument par Makeless.

## Carrière de course

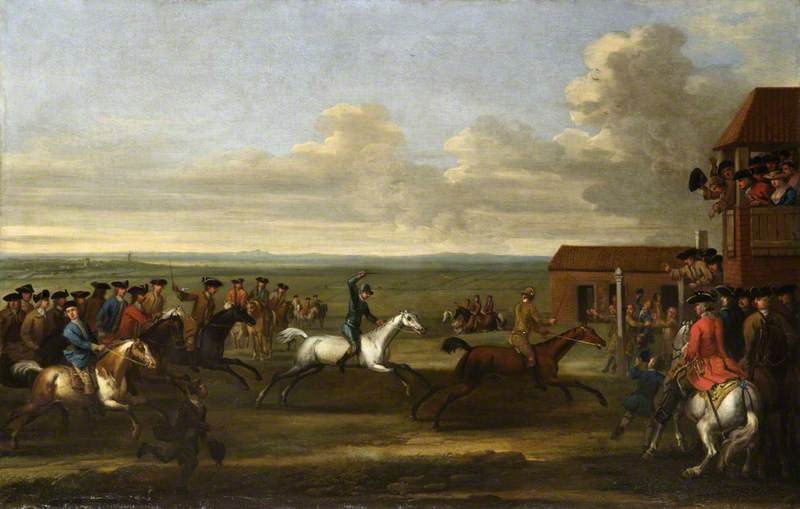
Course de chevaux à Newmarket (le cheval du duc de Bolton, Bay Bolton, battant celui du duc de Somerset, Grey Windham (Old Wyndham) à Newmarket le 12 novembre 1712 ou le 4 avril 1713), par John Wootton.

À York en 1710, Bay Bolton (alors âgé de cinq ans) a battu huit chevaux de six ans pour remporter la Queen Anne's Gold Cup. En 1710, il remporta également la Subscription Purse à Middleham-Moor. Il a ensuite parcouru 200 miles pour courir et gagner le prix Rich à Quainton-Meadow dans le Buckinghamshire. Bay Bolton est ensuite acheté par le duc de Bolton, qui l'envoie à Newmarket, où il remporte un match contre le cheval Wyndham du duc de Somerset et un match contre le cheval Merlin de Sir Matthew Pierson. Il a également remporté deux courses de match contre le cheval Dragon de Mr Frampton.

## Au haras
Bay Bolton a été placé au haras où il est devenu un étalon très fructueux, devenant champion étalon en 1724, 1726, 1727, 1729, 1732, 1733 et 1734. Sa progéniture comprend Bonny Lass, Fearnought, Looby, Starling (un étalon champion) et Whitefoot. Il meurt au haras du duc de Bolton à Bolton Hall dans le Yorkshire en 1736.

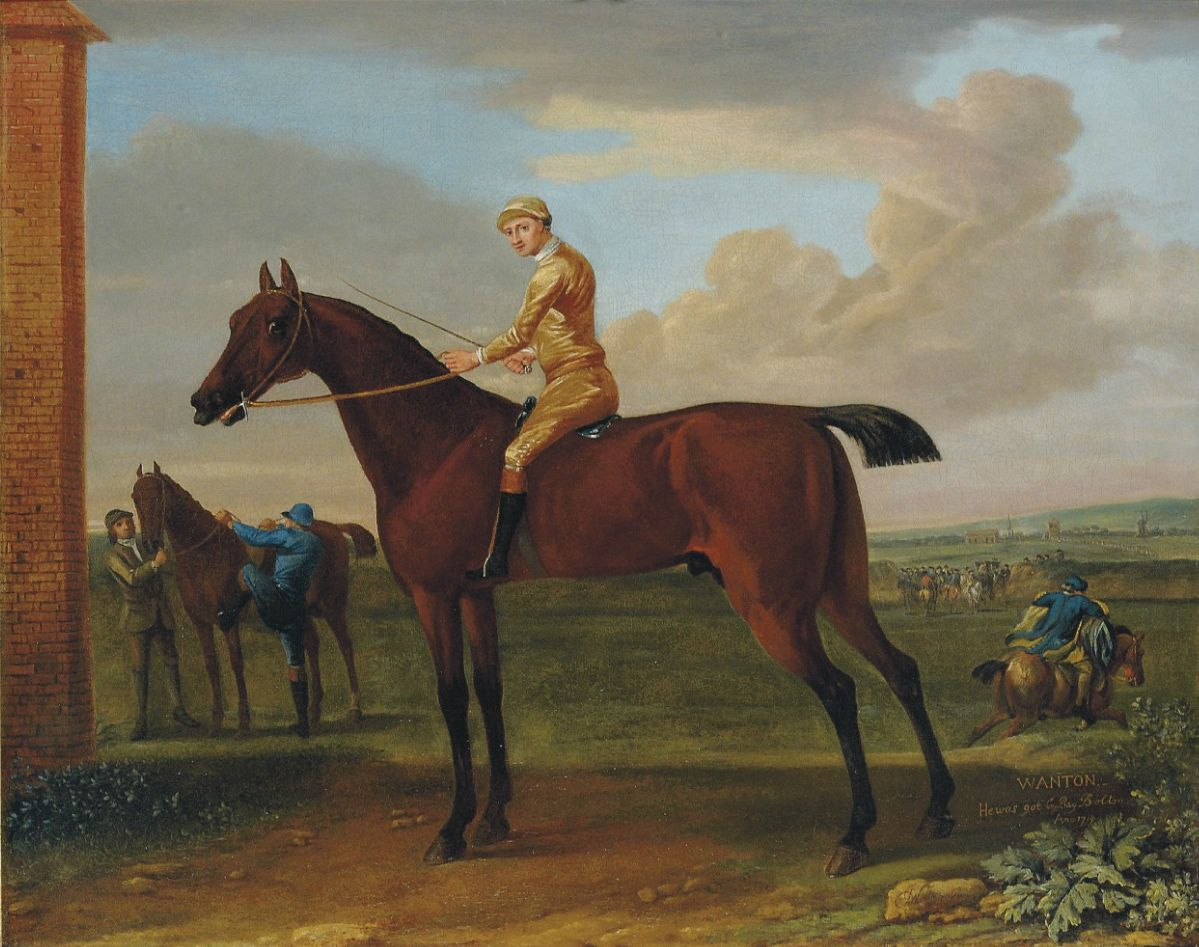
Bay Wanton, sur Newmarket Heath avec jockey, 1725, par John Wootton, peut-être un fils de Bay Bolton.
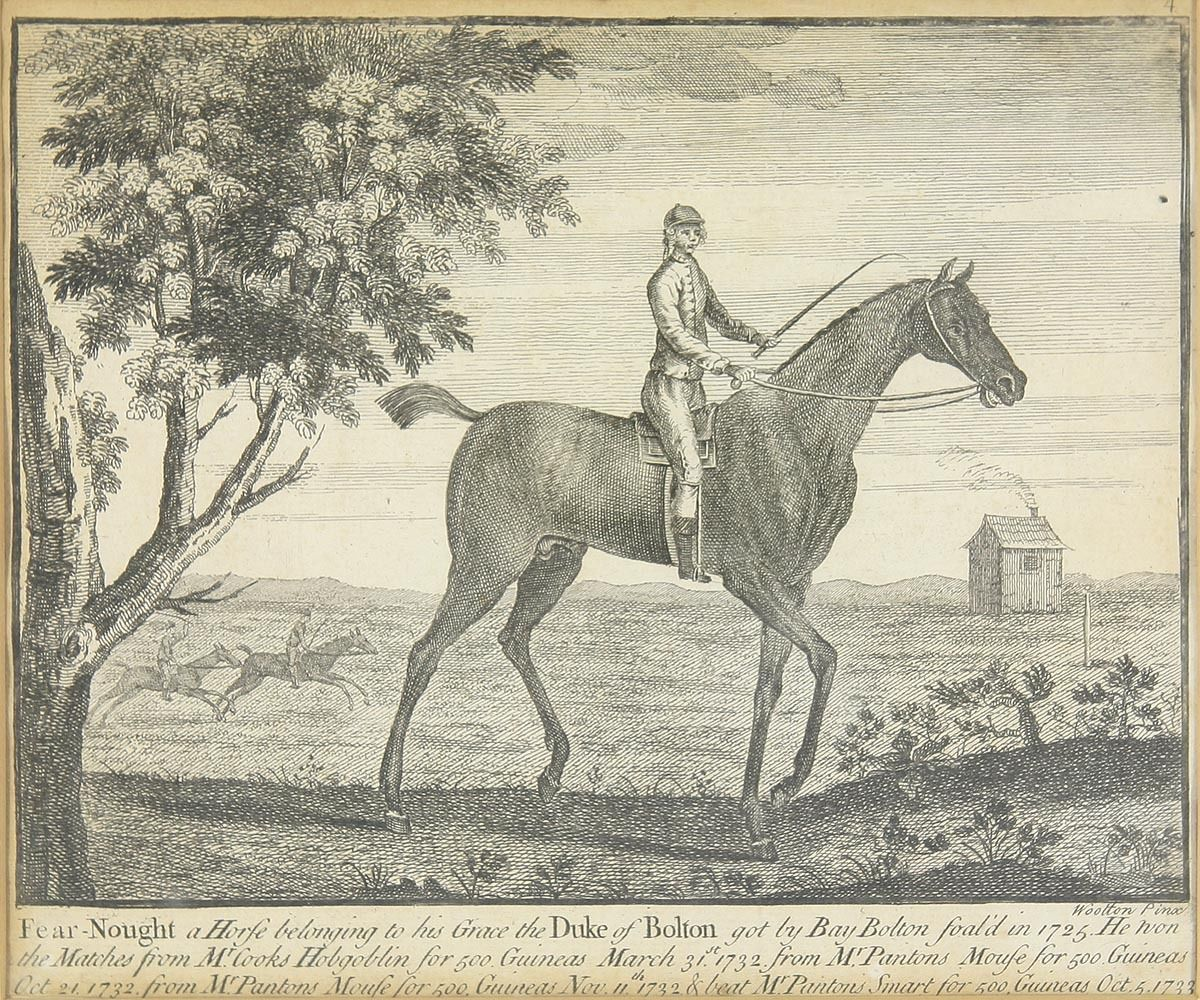
Fearnought, un cheval appartenant au duc de Bolton, fils de Bay Bolton, né en 1725, imprimé d'après John Wootton.
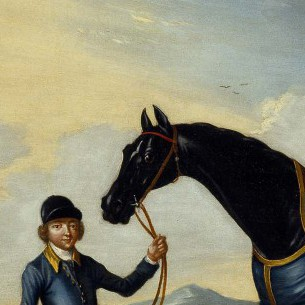
Détail du cheval du duc de Bolton Syphax, poulain noir, né en 1727, par Bay Bolton et Golden Locks, peint par Richard Roper, 1734.
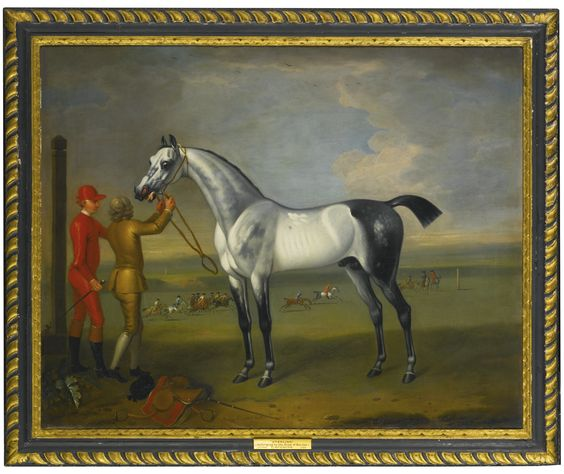
Starling, poulain gris du duc de Bolton, né en 1727, par Thomas Spencer (1700-1763).

## Origines
Bay Bolton était 4x4 consanguin avec D'Arcy Yellow Turk. Cela signifie que l'étalon apparaît deux fois dans la quatrième génération de son pedigree.